# Мілтон Беббітт
Мілтон Байрон Беббітт (англ. Milton Byron Babbitt; 10 травня 1916, Філадельфія, Пенсільванія, США — 29 січня 2011, Принстон, Нью-Джерсі, США) — американський композитор і теоретик музики, один з піонерів електронної музики.

## Життєпис
Мілтон Беббітт народився у Філадельфії, у штаті Пенсільванія, а виростав у місті Джексон, у штаті Міссісіпі. З чотирьох років навчався грати на скрипці, а пізніше на кларнеті та саксофоні, і ще в дитинстві виявив схильність до джазу та популярної музики.

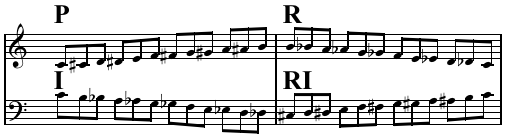

Батько Беббітта був математиком, і тому в 1931 році Мілтон вступив на математичний факультет Пенсильванського університету. Однак незабаром він подався до Нью-йоркського університету, де вивчав музику в Філіпа Джеймса і Маріон Бауер. Тоді він зацікавився музикою композиторів Нової віденської школи і написав ряд статей про дванадцятитонову музику.
1935 року з відзнакою отримав ступінь бакалавра мистецтв університету Нью-Йорка (коледж мистецтв і науки). Потім приватно почав учитися у Роджера Сешнза, а пізніше в Принстонському університеті. Під час Другої світової війни деякий час викладав математику в Принстонському університеті, надалі цікавився тільки музикою.
Починаючи з 1950 року він брав участь у  роботах зі створення першого музичного синтезатора.

## Музичні твори (вибране)
- Струнні тріо, 1939-1941
- Три композиції для фортепіано, 1947
- Композиція для чотирьох інструментів, 1949
- Візія та молитва для сопрано і синтезатора, на вірші Ділана Томаса, 1961
- Філомель[en] для сопрано і синтезатора, 1964
- Фонемена, 1975
- Сольний реквієм для сопрано і двох фортепіано, 1977
- Двоїстий для віолончелі та фортепіано, 1980
- Двійник (Counterparts) для духовихого квінтету, 1992
- Концерт Піколіно (Piccolino) для вібрафона, 1999.
- Лебедина пісня No. 1 для флейти, гобоя, скрипки, віолончелі і двох гітар, 2003
- Більше мелізмів (More Melismata) для віолончелі соло, 2005-2006